# Gibson Yah
Gibson Osahumen Yah (Heerenveen, 27 de septiembre de 2003) es un futbolista neerlandés que juega de centrocampista en el F. C. Volendam.

## Selección nacional
Nacido en los Países Bajos, es de ascendencia nigeriana. Es internacional juvenil con Países Bajos.

## Estadísticas

### Clubes
Actualizado al último partido disputado el 13 de septiembre de 2024.
| Club                           | Div.          | Temporada     | Liga  | Liga  | Liga   | Copas nacionales | Copas nacionales | Copas nacionales | Copas internacionales | Copas internacionales | Copas internacionales | Total | Total | Total  |
| Club                           | Div.          | Temporada     | Part. | Goles | Asist. | Part.            | Goles            | Asist.           | Part.                 | Goles                 | Asist.                | Part. | Goles | Asist. |
| ------------------------------ | ------------- | ------------- | ----- | ----- | ------ | ---------------- | ---------------- | ---------------- | --------------------- | --------------------- | --------------------- | ----- | ----- | ------ |
| Jong Ajax · Países Bajos       | 2.ª           | 2020-21       | 6     | 0     | 0      | —                | —                | —                | —                     | —                     | —                     | 6     | 0     | 0      |
| Jong Ajax · Países Bajos       | 2.ª           | 2021-22       | 12    | 0     | 0      | —                | —                | —                | —                     | —                     | —                     | 12    | 0     | 0      |
| Jong Ajax · Países Bajos       | Total club    | Total club    | 18    | 0     | 0      | 0                | 0                | 0                | 0                     | 0                     | 0                     | 18    | 0     | 0      |
| Jong FC Utrecht · Países Bajos | 2.ª           | 2022-23       | 11    | 0     | 0      | —                | —                | —                | —                     | —                     | —                     | 11    | 0     | 0      |
| Jong FC Utrecht · Países Bajos | 2.ª           | 2023-24       | 23    | 0     | 2      | —                | —                | —                | —                     | —                     | —                     | 23    | 0     | 2      |
| Jong FC Utrecht · Países Bajos | 2.ª           | 2024-25       | 5     | 0     | 0      | —                | —                | —                | —                     | —                     | —                     | 5     | 0     | 0      |
| Jong FC Utrecht · Países Bajos | Total club    | Total club    | 39    | 0     | 2      | 0                | 0                | 0                | 0                     | 0                     | 0                     | 39    | 0     | 2      |
| Total carrera                  | Total carrera | Total carrera | 57    | 0     | 2      | 0                | 0                | 0                | 0                     | 0                     | 0                     | 57    | 0     | 2      |